# Fal Automobile Company

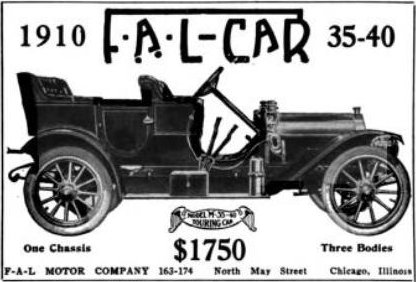
FAL-Werbeschrift (1910)

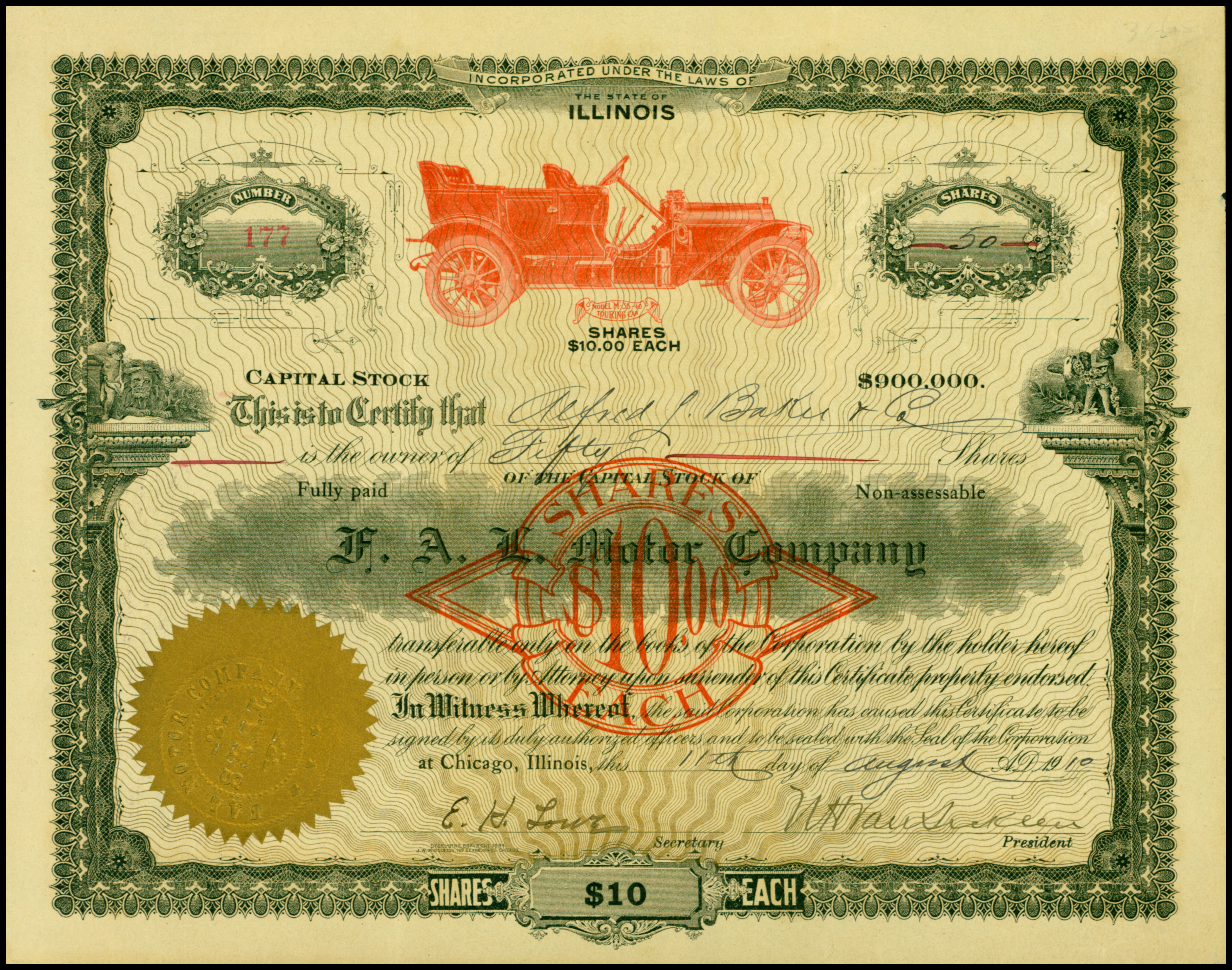
Aktie der FAL Motor Company vom 11. August 1910

Die Fal Automobile Company, hervorgegangen aus der Fal Motor Company, war ein US-amerikanischer Automobilhersteller, der in Chicago (Illinois) ansässig war. Sie stellten von 1909 bis 1914 Automobile mit dem Markennamen FAL her. Diese Bezeichnung wurde aus den Namen der drei Gründer, T. S. Fauntleroy (Vorstandsvorsitzender), H. R. Averill (Verkaufsleiter) und E. H. Lowe (Geschäftsführer) abgeleitet.

## Geschichte
Die Wagen waren Nachfolger des Reliable Dayton, in dessen Firmengebäuden die Fertigung aufgebaut wurde. Alle FAL waren Vierzylindermodelle mit zunächst 30 bhp (22 kW), später 40 bhp (29 kW), Leistung. Die Motoren kamen von der Buda Engine Co.

### Kein Name – aber 30 bhp (1909)
Anfangs wurde der Wagen als A Car Without a Name (dt.: Auto ohne Namen) vertrieben. Dies sollte den Käufern ermöglichen, die Autos mit ihrem eigenen Namen zu versehen, eine Idee, die sich augenscheinlich nicht durchsetzte. Der Wagen hatte einen Vierzylinder-Reihenmotor mit 30 bhp (22 kW) Leistung.

### FAL 35/40 hp (1910–1913)
Bald entschieden sich die drei Gründer, die Anfangsbuchstaben ihrer Nachnamen als Bezeichnung für das Automobil zu verwenden. Die Wagen bekamen einen etwas stärkeren Motor und hießen nun 35/40 hp. Die Mittelklassewagen verkauften sich recht gut, aber dennoch waren die Finanzen der drei Gründer bald erschöpft. Man versuchte, verschiedene Investoren zu gewinnen. N. H. van Sicklen stieg ein und bald wieder aus, E.H. Marhoefer konnte ebenfalls gewonnen werden, konnte aber den Konkurs im August 1911 nicht verhindern.
Anfang 1912 erstand die Firma als FAL Automobile Company wieder unter C. J. Marhoefer, dem Bruder des vorgenannten E. H. Marhoefer. Die Fertigung des 35/40 hp wurde wieder aufgenommen und bis 1913 fortgeführt.

### FAL Grayhound (1913–1914)
Ende 1913 führte Marhoefer ein neues Modell mit dem Namen Grayhound ein. Der nur als 2-sitziger Roadster verfügbare Wagen war eleganter gezeichnet als sein Vorgänger, hatte aber nur einen einzelnen Scheinwerfer in der Mitte. Er war der erste Wagen mit „Liegesitzen“: Das Sitzkissen konnte nach vorne in den Fußraum geschoben werden und diente als Kopfkissen; die Beine des Schläfers lagen im Heck des Autos. Das enge „Bett“ war – laut zeitgenössischer Werbeaussage – immerhin 2438 mm lang.
Auch der Grayhound konnte die Geschicke der Firma nicht wenden. Im Frühjahr 1914 wurden die Gebäude und Maschinen versteigert.
Insgesamt sollen etwa 65.000 Fahrzeuge entstanden sein.

## Modelle
| Modell               | Bauzeitraum | Zylinder | Leistung       | Radstand |
| -------------------- | ----------- | -------- | -------------- | -------- |
| A Car Without a Name | 1909        | 4 Reihe  | 30 bhp (22 kW) | 2946 mm  |
| FAL                  | 1910–1913   | 4 Reihe  | 40 bhp (29 kW) | 2946 mm  |
| FAL Grayhound        | 1913–1914   | 4 Reihe  | 40 bhp (29 kW) | 2896 mm  |